# Teticic
Teticic är en ort i Mexiko.   Den ligger i kommunen Olinalá och delstaten Guerrero, i den sydöstra delen av landet, 180 km söder om huvudstaden Mexico City. Teticic ligger 1 273 meter över havet och antalet invånare är 385.
Terrängen runt Teticic är kuperad, och sluttar västerut. Runt Teticic är det ganska glesbefolkat, med 28 invånare per kvadratkilometer. Närmaste större samhälle är Olinalá, 15,1 km sydost om Teticic. I omgivningarna runt Teticic växer huvudsakligen savannskog.